# メルセデス・ベンツ・T80

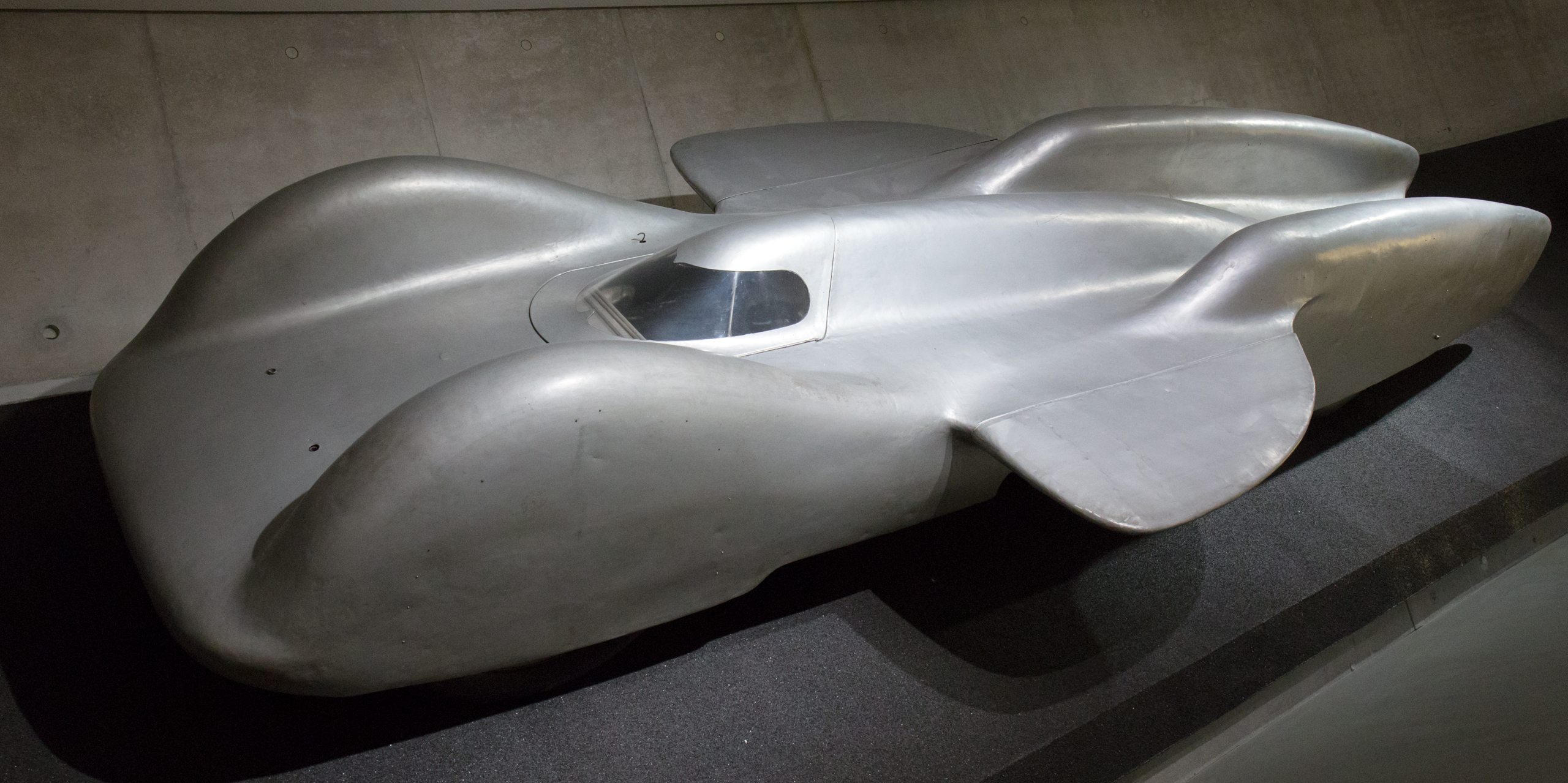
メルセデス・ベンツ・T80

メルセデス・ベンツ・T80は、メルセデス・ベンツの速度記録車である。
自動車の世界最高速記録において、第一次世界大戦前にはベンツのブリッツェン号が211 km/hを記録し、やがて228 km/hに伸ばすなどドイツにも見るべきものがあったが、1927年にヘンリー・シーグレイヴ（Henry Segrave ）がサンビームで300 km/hの限界を突破して以来、ジョージ・イーストン（George Eyston ）、ジョン・コッブ（John Cobb ）、マルコム・キャンベルらイギリス勢に独占されていた。そのため、アドルフ・ヒトラーはドイツの舞台でドイツの車両による世界記録を樹立し、国威発揚に役立てようと考えた。
設計はフェルディナント・ポルシェが担当し、製作はダイムラー・ベンツに依嘱された。フェルディナント・ポルシェ自身は国家の威信などに興味はなかったが、技術的な限界への関心からすでに設計を済ませていた。1937年7月23日初の協議が行なわれ、ダイムラー・ベンツはフェルディナント・ポルシェと顧問契約を結んだ。
ダイムラー・ベンツの航空用V型12気筒エンジンDB601を排気量45,000 ccに拡大したDB603を出力2,500 PS以上、瞬間的には3,030 PSを発揮するよう改良しミッドシップした6輪車で、後ろの4輪で駆動する。高速時の浮き上がりを防ぐため、マイナス仰角を持つ翼様の水平フィンをボディー横に備えていた。車重は約2,800 kg、全長約8.5 mである。油圧式フットブレーキは6輪に働く。タイヤはコンチネンタルが700 km/hに耐える7.00/32サイズの特殊タイヤを開発した。トランスミッションはなく、押すか引くかしてクラッチを繋ぐ方式を採っている。脱着可能なボディパネルは0.3-1.0 mmしか厚みがないジュラルミン製である。
ドイツ国内に世界最高速記録を出せるようなコースがなかったことから、フェルディナント・ポルシェは最初この車両をボンネビル・ソルトフラッツに持ち込むつもりであった。しかし、記録テストの指導者であったアドルフ・ヒューンラインはこれを聞きつけて「ドイツの世界記録車はドイツ国内のコースを走らなければならない」と指示した。フェルディナント・ポルシェは「アウトバーンでも狭すぎる」旨を説明したが、ヒューンラインは「すぐにそのようなコースを造る」旨を返答し、デッサウにセンターラインのない全長10,000 m、幅18 mのコンクリート製直線コースを建設した。
しかし、フェルディナント・ポルシェの見解では、600 km/hを出すには5,790 mの助走と、注意深く減速するために2,250mは必要で、これに速度を測定する距離を加えると「フライングスタートによる1 km」には最低9,040 m、「フライングスタートによる1マイル」には9,650 mが必要であった。フェルディナント・ポルシェとしては、さらに640-650 km/h、非常にコンディションが良く最高回転数領域がフルに使えた場合は計算上700 km/hまで想定していた。幅の点でも、必要であれば100 mでも200 mでも自由に取れるボンネビル・ソルトフラッツの方が安全であり、また、ボンネビル・ソルトフラッツは1,200 m以上と標高が高く空気力学的条件でも有利であったが、これらの説明にもドイツ政府やナチス党の関係者は耳を貸さず、「1940年にデッサウ・記録週間が実施される予定である。そしてこの機会に絶対的世界記録のテスト走行を行なう。アメリカへ行く必要はない」と主張した。結局テストは行なわれず、第二次世界大戦激化により開発は停止されて車両はダイムラーベンツにそのまま残され、メルセデス・ベンツミュージアムの一番人気のある展示品の一つとなっている。
2020年、イギリスのチャンネル4で放送されたドキュメンタリーではソフトウェア上でシミュレーションを行い、時速604 km/h以上を出しうると結論づけている。ただし、ダウンフォースがリアに集中しており、逆にフロント部分は揚力を発生させる構造になってしまっているため、高速で走行すると前輪が浮き上がる可能性があるとしている。